# Romy Kalb-Gundermann
Romy Kalb-Gundermann (* 2. April 1934 in Aschaffenburg; † 20. Oktober 2019 ebenda) war eine deutsche Sopranistin. Nach ihrem Rückzug Anfang der 1990er Jahre von der Konzertbühne arbeitete sie als Konzertveranstalterin und Organisatorin von Wohltätigkeitsveranstaltungen.

## Leben
Romy Gundermann wurde 1934 in Aschaffenburg geboren. Den Zugang zur Musik ermöglichten ihr der musisch veranlagte Vater und ihre als Sängerin aktive Mutter. Im Alter von 13 Jahren sang sie gemeinsam mit ihrer Zwillingsschwester Karin in einer Inszenierung von Engelbert Humperdincks Oper Hänsel und Gretel.
Romy Kalb-Gundermann studierte in Frankfurt am Main und München. 1959 debütierte sie mit einem Liederabend im Stadttheater Aschaffenburg. Sie gewann Wettbewerbe und sang in den folgenden Jahrzehnten in den großen Konzertsälen Deutschlands und im benachbarten Ausland. Allein 30 Mal gastierte sie in der Berliner Philharmonie sowie bei den Salzburger Festspielen sowie im Frankfurter Kaiserdom. Gundermann spielte auch Schallplatten ein. Anfang der 1990er Jahre zog sich Romy Kalb-Gundermann von der Konzertbühne zurück.
Als „Botschafterin des deutschen Lieds“ war sie im Auftrag des Goethe-Instituts in Indien und Ägypten auf Tournee. Nach ihrer Gesangskarriere widmete sie sich der Organisation von Musikveranstaltungen. Sie hob die Zonta-Weihnachtskonzerte und die Benefizreihe Ecco aus der Taufe. Gleichzeitig kümmerte sie sich um den Sängernachwuchs. Über zehn Jahre trat sie mit ihren Konzerten „Wenn die Magnolien blühen“ und ihrer „Adventsgala“ auf.
Romy Kalb-Gundermann starb am 20. Oktober 2019, kurz nach dem Tod ihres Ehemanns Alfred Kalb am 1. September 2019.